# Lars Rosenborg
Lars Rosenborg, född omkring 1677 i Jönköping, död den 28 mars 1722 i Lappstrand, Kymmenegårds län, var en svensk fortifikationsofficer. Han var son till Anders Spole. 
Rosenborg studerade vid Uppsala universitet, blev volontär vid fortifikationen 1697 och konduktör 1699 samt medföljde samma år generalkvartermästaren Stuart på dennes inspektionsresa till Finland och Östersjöprovinserna samt utarbetade då åtskilliga kartor och planer. Efter att ha blivit löjtnant 1700 åtföljde han armén först till Själland och sedan över Östersjön samt bevistade rysk-polska fälttåget till 1702, då han beordrades förestå fästningsarbetet i Reval. År 1704 blev han fortifikationskapten i Stockholm "för pagernas undervisning" och for 1705 med nådigt tillstånd till Tyskland, Nederländerna och Frankrike samt studerade därunder fortifikationsväsendet och bevistade fälttågen i Brabant och Flandern. År 1709 blev han ingenjörkapten vid Livgardet samt fick även kompani vid detta. År 1710 biträdde han vid befästandet av Stockholms avenyer. År 1713 blev han överstelöjtnant vid Östgöta tremänningskavalleri och transporterades 1714 till interimsöverstelöjtnant vid Västgöta-Dals regemente, men vid ordinarie överstelöjtnantens återkomst samma år fick Rosenborg återta sin tjänst vid Livgardet och Fortifikationen. Han adlades 1715, som det vill synas med namnet Riddarcreutz, vilket dock snart ändrades till Rosenborg. År 1719 fick han konfirmation på överstelöjtnants eller generalkvartermästarlöjtnants karaktär och utnämndes den 18 februari till chef för livländska fortifikationsbrigaden, från vilken befattning han efter freden i Nystad transporterades till chef för den finska. Rosenborg var berömd matematiker och skicklig fortifikationsofficer.